# 細菌性肺炎
細菌性肺炎（さいきんせいはいえん）は細菌を原因とした肺の急性炎症（肺炎）であり、そのほとんどは肺胞性肺炎である。
肺炎の死亡率はとくに高齢者で高く、75歳を過ぎると急激に増加する。加齢に伴う唾液分泌量の低下は口腔内の病原性細菌の増殖をまねき、病原細菌を含んだ口腔‐咽頭分泌物のくり返される誤嚥は肺の細菌処理能力をこえ、肺炎を引き起こす。よって、口腔ケアにより口腔内を清潔に保つことが重要である。また、人工呼吸器や経管栄養チューブをつけている高齢の入院患者などでは胃液の誤嚥による肺炎も問題となる。
細菌性肺炎において、起炎菌・感受性を同定するには培養が必要となるが、治療開始を遅らせる事はできないので、喀痰のグラム染色により、おおよその見当をつけて治療を開始することが多い。近年では迅速診断キットにより尿中肺炎球菌、尿中レジオネラ菌抗原検出ができるため、これらも参考とする。

## 種別
一般的な市中肺炎と院内肺炎では起炎菌の種類が異なる。肺炎が気管支炎にとどまるか大葉性肺炎へと広がるかは、菌の毒力と宿主の抵抗力のバランスで決まる。市中肺炎では、肺炎球菌とインフルエンザ菌が重要であり、院内肺炎の起炎菌としては緑膿菌やクレブシエラなどが重要である。
また、MRSAの院内感染が問題となっている。MRSAは、院内肺炎の原因菌となりうるが、バンコマイシンなどの一部の抗菌薬以外、ほとんどの抗菌薬に耐性である。

### グラム陽性菌
肺炎球菌は肺炎の原因の主たるものである。グラム陽性菌としては他に黄色ブドウ球菌がよくみられる。

### グラム陰性菌
インフルエンザ菌、モラクセラが多くみられる。次いでクレブシエラ菌(肺炎桿菌)、大腸菌、緑膿菌などが散見される。レジオネラ菌は頻度が高いとはいえないものの、セフェム系抗生物質が効かず、重症化しやすく注意を要する。

### 嫌気性菌
臨床上、グラム陽性・陰性を問わず嫌気性菌による肺炎を別扱いする。グラム染色では陽性・陰性が入り交じって見えることがある。

### 非定型
マイコプラズマ、クラミジアは、細胞壁を持たない、細胞内寄生体で、「非定型肺炎」と従来から呼ばれていた。市中肺炎の起炎菌としては、しばしばみられる。喀痰を伴わない乾性咳嗽が長引くことを主訴としたときには念頭に置く必要がある。

### 抗酸菌
結核性、非結核性に分ける。

### 大災害時の集団感染
災害時の避難場所の集団感染が多い。原因として喉頭が正常に働かず誤嚥や口内細菌が唾液と共に肺に入り肺炎になる。予防として歯磨きそのもので口内細菌取り除く。歯茎にも歯ブラシによるゆっくりとそして5分から10分と長くマッサージするとよい。阪神・淡路大震災では肺炎による死因が223人である。

## 治療
市中肺炎と院内肺炎では、起炎菌の頻度や、薬剤抵抗性が異なる。(PRSPやBLNAR,MRSA,VREなどが現在問題となっている。)そのため起炎菌が未確定で、エンピリック・セラピーを行うとしても、用いる抗生物質は異なる。詳細はそれぞれのガイドラインを参照のこと。